# Ewa Antoniewiczówna
Ewa Antoniewiczówna (ur. XIX w., zm. 23 stycznia 1937 r.) – nauczycielka, hafciarka i działaczka kobieca.

## Życiorys
Pochodziła ze Lwowa, z rodziny ormiańskiej. Założycielka a od 1896 wieloletnia dyrektorka Szkoły Hafciarskiej, utrzymywanej przez Galicyjski Wydział Krajowy w Makowie. W celu zapewnienia pracy absolwentkom szkoły w 1897 współzałożycielka „Pracowni Zjednoczonych Hafciarek” w Makowie. Specjalnością szkoły były hafty białe, które uzyskały sławę nie tylko w kraju, ale i zagranicą. Szkoła makowska wysyłała swoje wyroby do Szwecji, Anglii i Ameryki. Na wystawie paryskiej w 1900 otrzymała dyplom pochwalny. Była autorką nowego wzoru haftu nawiązującego doi tradycji makowskich.
W okresie I wojny założyła a następnie kierowała kołem Ligi Kobiet Galicji i Śląska w Makowie (1915-1918).
Po 1918 kierowała dalej tą placówką jako szkołą państwową. Szkoła otrzymała liczne wyróżnienia krajowe, złote medale i listy pochwalne. W 1927 zorganizowała dla absolwentów swej szkoły spółdzielnię „Haft” w Makowie.